# Andoa berthelotiana
Andoa berthelotiana är en bladmossart som beskrevs av Ryszard Ochyra 1982. Andoa berthelotiana ingår i släktet Andoa och familjen Hypnaceae. Inga underarter finns listade i Catalogue of Life.